# The Two Mouseketeers
The Two Mouseketeers es un cortometraje animado de la serie Tom y Jerry, estrenado el 15 de marzo de 1952 por Metro-Goldwyn-Mayer. Fue producido por Fred Quimby y dirigido por William Hanna y Joseph Barbera, con la supervisión musical de Scott Bradley y animación de Ed Barge, Kenneth Muse e Irven Spence. 
El corto ganó el Óscar al mejor cortometraje animado de 1951, siendo el sexto de Tom y Jerry. El éxito del cortometraje permitió realizar otros cuatro episodios más basados en los dos mosqueteros, aunque algunos fueron nominados, no volvieron a ganar el Óscar.

## Trama
En el dibujo animado, Jerry y Nibbles son dos mosqueteros quienes deciden darse un banquete que es servido por Tom. Es el primer corto de la serie de mosqueteros, pero originalmente fue pensado como el único. La historia es similar a The Little Orphan de 1949, lo que cambia es el contexto. 
Tom está a cargo de cuidar el banquete del rey, si falla será decapitado. Los ratones entran a través de una ventana y llaman la atención de Tom golpeándole la cara con un corcho de champagne.
Nibbles está cantando "Allouette", cuando Tom aparece por detrás y lo ataca con su espada. El pequeño ratón grita pidiendo auxilio y Tom atrapa su capa enterrándola junto a la espada. Jerry ataca a Tom y rescata a Nibbles, lanzando objetos al gato. Mientras esto ocurre, Nibbles trae un cañón y lo llena completamente con comida, es decir todo lo que estaba en la mesa del banquete. Enciende la mecha y explota. 
Cuando el humo desaparece, se ve a Jerry y Nibbles caminando triunfantes por la calle. Luego se muestra una escena donde se ve caer una guillotina, correspondiendo a la ejecución de Tom. Nibbles se lamenta por el gato y finalmente dice "así es la guerra". Los dos ratones se van caminando, Jerry con un queso atravesado en su espada, y Nibbles con una "cuerda" de salchichas.